# Nisser (sjö)
För den svenska släkten Nisser, se Nisser (släkt)

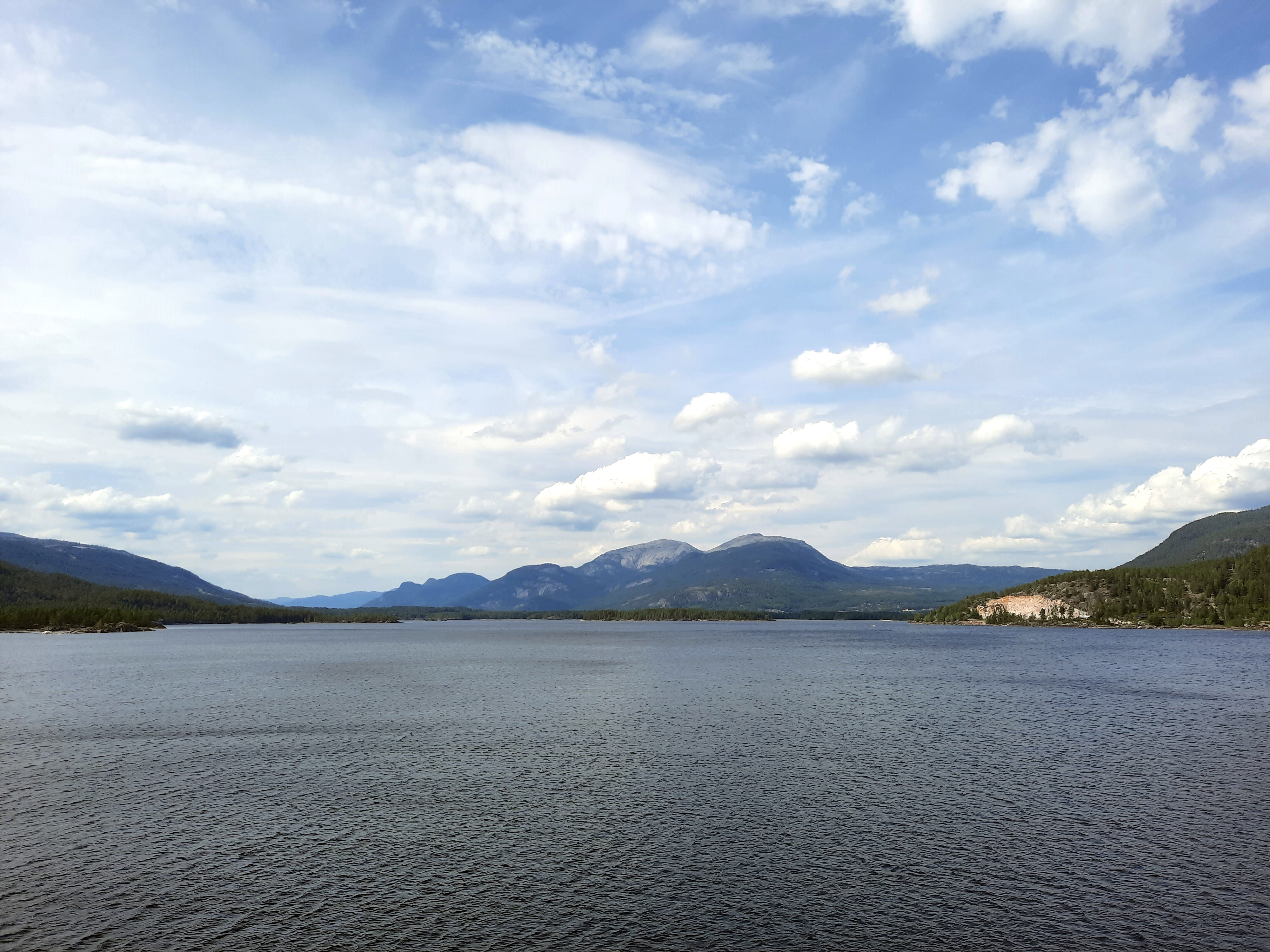
Sjön Nisser sedd från riksväg 41.

Nisser är en insjö i Nissedals kommun och Kviteseids kommun i Telemark fylke, i Norge. Nisser är Telemarks näst största insjö, efter Møsvatn, och Norges 13:e största insjö. Största djupet är 234 meter.
Huvudtillflödet kommer via Straumen från Vråvatn och utflödet via Nisserelva, som flyter samman med Fyresdalsåna vid Haugsjåsund och blir Nidelva. Systemet är en del av Arendalsvassdraget.
1914 byggdes två slussar mellan Nisser och Vråvatn. Storstraum-Småstraumkanalen, Telemarks tredje och minsta och Nordeuropas högst belägna kanal var därmed en realitet som gjorde det möjligt att resa hela den 50 km långa sträckan från Tveitsund till Vråliosen med båt.